# Punta Mujeres
Punta Mujeres es una localidad del municipio de Haría, en la isla de Lanzarote (Canarias, España). En 2016 contaba con una población de 1059 habitantes.

## Situación
Punta Mujeres se encuentra en la costa del municipio de Haría, cerca del extremo noreste de la isla, a pocos kilómetros al norte de Arrieta. Se comunica con Arrecife por la LZ-1.

## Etimología
El término de Punta Mujeres ya aparece en los mapas de Leonardo Torriani referido al accidente geográfico. El origen del nombre es incierto y se refieren al menos dos posibilidades cercanas a la leyenda. Una habla de un grupo de mujeres que fueron abandonadas en la zona por los piratas en el siglo XVII y otra hace referencia a unos peñascos que podrían haberse asemejado a la silueta de varias mujeres.

## Historia
A pesar de la antigüedad del topónimo, no fue hasta principios del siglo XX cuando se establecieron allí un par de familias que se dedicaban a cultivar la tierra y a la pesca. En la década de 1930 experimentó un incremento poblacional al construirse en su costa unas salinas.
Fue a partir de los años 1970 cuando se convirtió en lugar de residencia, experimentando un crecimiento importante, acelerado en los últimos años por el desarrollo del sector turístico, al punto de llegar a ser el núcleo más poblado del municipio.

## Lugares de interés
El pueblo se sitúa en el borde sur del monumento natural de La Corona, espacio protegido originado por el volcán de La Corona, donde están enclavados los Jameos del Agua y la Cueva de los Verdes a menos de 2 km de Punta Mujeres.
En el mismo casco del pueblo existen también unas piscinas en la costa, calas naturales con algunos muros edificados por los vecinos.